# Mèlvera
La mèlvera, la melva, el bísol (Auxis rochei) és una espècie de peix de la família dels escòmbrids i de l'ordre dels perciformes.

## Morfologia
- La talla màxima és de 70 cm.
- Cos fusiforme i hidrodinàmic de secció circular.
- Té la pell llisa amb poques escates.
- La línia lateral és ondulada.
- En el peduncle caudal hi ha una carena.
- El cap és cònic i agut.
- La boca és petita.
- Les dues aletes dorsals es troben separades, la primera de les quals és més alta.
- Després de la segona dorsal apareixen 8-9 pínnules, també presents, però en menor nombre, darrere l'anal.
- Les pectorals són petites i triangulars.
- Les pèlviques també són petites. La caudal és semilunar.
- El dors és gris blavós amb línies negres i el ventre platejat.[4]

## Subespècies
- Auxis rochei eudorax (Collette & Aadland, 1996). Els mascles poden assolir els 36,5 cm de longitud total.[5] Es troba al Pacífic oriental.[5]
- Auxis rochei rochei (Risso, 1810).[6] Els mascles poden assolir els 50 cm de longitud total.[7] Es troba a l'Índic, el Pacífic i l'Atlàntic, incloent-hi la mar Mediterrània.[7]

## Reproducció
Es reprodueix durant els mesos d'estiu. Els ous i les larves són pelàgiques.

## Alimentació
Menja altres peixos pelàgics (aladrocs, etc.) i cefalòpodes (polps, calamars i sípies) i crustacis pelàgics (crancs i larves).

## Hàbitat
És epipelàgic oceànic que durant l'estiu s'apropa a la costa.

## Distribució geogràfica
És cosmopolita d'aigües temperades i càlides (la seva temperatura óptima és entre 27 i 27,9 °C): és present a l'Atlàntic (des del Canal de la Mànega avall), a l'Índic, al Pacífic i a tot el Mediterrani.

## Costums
Formen bancs i realitzen migracions.

## Pesca
Es captura amb arts d'encerclament, almadraves i amb fluixa. Es comercialitza fresc, congelat, fumat i envasat.